# Риддерская ТЭЦ
Ри́ддерская ТЭЦ (каз. Риддер жылу электр орталығы, ранее Лениного́рская ТЭЦ) — тепловая электростанция местного значения. Расположена в казахстанском городе Риддер Восточно-Казахстанской области. Принадлежит АО «Риддер ТЭЦ». Выработанная станцией электрическая и тепловая энергия идёт на покрытие нужд города и полиметаллического комбината ТОО «Казцинк». ТЭЦ входит в Единую энергосистему Казахстана.

## История
Предшественником Лениногорской ТЭЦ была Риддерская ТЭС, пущенная в 1926 году. Лениногорская (Риддерская) энергосистема, включавшая ТЭС и три небольшие ГЭС (Верхне-Хариузовская, Нижне-Хариузовская, Быструшинская гидроэлектростанции), в 1930-х была наиболее сформировавшейся в Казахстане.
В 1953 году началось строительство современной Лениногорской ТЭЦ. Первая очередь электростанции была пущена в 1956 году. В декабре 1971 года ТЭЦ была введена на полную мощность. В советское время входила в состав управления «Алтайэнерго».
В 1997 году согласно Постановлению Правительства Республики Казахстан за № 369 от 19 марта, в рамках приватизации оказалась в числе шести электростанций (Усть-Каменогорская ГЭС, Шульбинская ГЭС, Усть-Каменогорская ТЭЦ, Согринская ТЭЦ, Семипалатинская ТЭЦ-1 и Лениногорская ТЭЦ) переданных американской энергетической корпорации AES Suntree. Ранее, в 1996 году, правительство продало компании из США крупнейшую электростанцию Казахстана — Экибастузскую ГРЭС-1 за 1,5 млн долларов США.
В 2002 году город Лениногорск был переименован в Риддер, что в дальнейшем повлекло переименование электростанции. В ноябре того же года AES передала Риддерскую ТЭЦ другой американской компании — Maverick Development Corp. На 2012 год владельцами АО «Риддер ТЭЦ» являлись — Maverick Development Corp. (85 % акций) и LEMO Investments Limited (15 %).

## Основные данные
Производственные показатели электростанции на 2014 год:
- Установленная электрическая мощность — 59 МВт[10]
- Располагаемая электрическая мощность — 59 МВт[10]
- Выработка электроэнергии — 0,24 млрд кВт⋅ч[10]

Основной вид топлива, использующийся на станции — каменный уголь каражыринского месторождения, в качестве растопочного топлива используется мазут. Численность персонала станции — 289 человек.